# Diamond Games
El Torneig d'Anvers, també conegut com a BNP Paribas Fortis Diamond Games, és un torneig professional de tennis que es disputa sobre pista dura interior. Actualment pertany a la categoria WTA Premier del circuit WTA femení. El torneig se celebra al Sportpaleis Merksem d'Anvers, Bèlgica al mes de febrer.

## Història
El torneig es va crear l'any 2002 amb el nom de Proximus Diamond Games. Amb la reestructuració del circuit femení l'any 2009 junt amb la retirada de les dues grans tennistes belgues Kim Clijsters i Justine Henin, el torneig es va convertir en un esdeveniment d'exhibició de tennis desapareixent del circuit professional. El torneig oferia un trofeu distintiu per qualsevol jugadora que guanyés el títol en tres ocasions en cinc anys, fet que només es va produir l'any 2007 quan la francesa Amélie Mauresmo fou guardonada amb una raqueta decorativa amb diamants, el valor de la qual s'estimava en un milió d'euros. Per la següent edició es va dissenyar un nou trofeu d'una raqueta daurada i una pilota també decorada amb diamants i valorada en un milió i mig d'euros, però que no va aconseguir guanyar cap tennista.
L'any 2015 es va traslladar a Anvers el torneig celebrat a París de categoria Premier.

## Palmarès

### Individual femení
| Any         | Campiona            | Finalista            | Resultat            |
| ----------- | ------------------- | -------------------- | ------------------- |
| WTA Premier |                     |                      |                     |
| 2015        | Andrea Petkovic     | Carla Suárez Navarro | Renúncia            |
| 2014 − 2009 | Torneig d'exhibició | Torneig d'exhibició  | Torneig d'exhibició |
| WTA Tier II |                     |                      |                     |
| 2008        | Justine Henin       | Karin Knapp          | 6−3, 6−3            |
| 2007        | Amélie Mauresmo (3) | Kim Clijsters        | 6−4, 7−6(4)         |
| 2006        | Amélie Mauresmo     | Kim Clijsters        | 3−6, 6−3, 6−3       |
| 2005        | Amélie Mauresmo     | Venus Williams       | 4−6, 7−5, 6−4       |
| 2004        | Kim Clijsters       | Silvia Farina Elia   | 6−3, 6−0            |
| 2003        | Venus Williams (2)  | Kim Clijsters        | 6−2, 6−4            |
| 2002        | Venus Williams      | Justine Henin        | 6−3, 5−7, 6−3       |

### Dobles femenins
| Any         | Campiones                                      | Finalistes                            | Resultat            |
| ----------- | ---------------------------------------------- | ------------------------------------- | ------------------- |
| WTA Premier |                                                |                                       |                     |
| 2015        | Anabel Medina Garrigues Arantxa Parra Santonja | An-Sophie Mestach Alison Van Uytvanck | 6−4, 3−6, [10−5]    |
| 2014 − 2009 | Torneig d'exhibició                            | Torneig d'exhibició                   | Torneig d'exhibició |
| WTA Tier II |                                                |                                       |                     |
| 2008        | Cara Black Liezel Huber (2)                    | Květa Peschke Ai Sugiyama             | 6−1, 6−3            |
| 2007        | Cara Black Liezel Huber                        | Elena Likhovtseva Ielena Vesninà      | 7−5, 4−6, 6−1       |
| 2006        | Dinara Safina Katarina Srebotnik               | Stéphanie Foretz Michaëlla Krajicek   | 6−1, 6−1            |
| 2005        | Cara Black Els Callens (2)                     | Anabel Medina Garrigues Dinara Safina | 3−6, 6−4, 6−4       |
| 2004        | Cara Black Els Callens                         | Myriam Casanova Eleni Daniïlidu       | 6−2, 6−1            |
| 2003        | Kim Clijsters Ai Sugiyama                      | Nathalie Dechy Émilie Loit            | 6−2, 6−0            |
| 2002        | Magdalena Maleeva Patty Schnyder               | Nathalie Dechy Meilen Tu              | 6−3, 6−7(3), 6−3    |